# Principios de la religión
Principios de la religión (اصول دین= Usul al-Din), es un término árabe islámico que se traduce literalmente como "fundamento de la fe", más o menos interpretables como "teología". Principios de la religión son unas bases de creencias de la religión. Y en primer lugar se debe creer en estas bases para aceptar una religión. 
Desde el punto de vista sunita, los Principios de la religión son Tawhid (Monoteísmo), Nubuwwah (Profecía) y Maad (El Día de la Resurrección), y La teología de chiitas contiene cinco principios de la religión conocida como Principios de la religión y además de los tres de sunitas creen en dos otros, es decir: Tawhid (Monoteísmo), Nubuwwah (Profecía), Maad (El Día de la Resurrección), Imamah (Liderazgo), Adl (Justicia).

## Denominación
Los promulgadores han elegido esta expresión, porque las ciencias islámicas como, Hadiz, Fiqh y Tafsir se han establecido sobre Principios de la religión. Y Principios de la religión son como raíz de un árbol y para mantener religión, se debería mantener Principios de la religión. Asimismo según el pensamiento de los chiitas en los Hadices los cinco bases Tawhid (Monoteísmo), Nubuwwah (Profecía), Maad (El Día de la Resurrección), Imamah (Liderazgo), Adl (Justicia).) Se han presentado como las bases del islam.
Pero en el Corán y los dichos del profeta del islam y los imanes no hay una palabra como Usul al-Din (Principios de la religión) y esta expresión se ha presentado por los científicos religiosos.

## Pensamientos sobre Principios de la religión
Hay pensamientos diferentes sobre Principios de la religión, en el islam, el sunita tienen una pensamiento y los chiitas tienen otra. Pero en tres bases son comunes:
| Chiita                    | Sunita                    |
| ------------------------- | ------------------------- |
| Monoteísmo                | Monoteísmo                |
| Profecía                  | Profecía                  |
| El Día de la Resurrección | El Día de la Resurrección |
| Imamah                    | ---                       |
| Justicia                  | ---                       |

### Principios de la religión en sunita
Desde a punto de vista de sunita, las Principios de la religión son tres y estas son bases de la religión y son Tawhid (Monoteísmo), Nubuwwah (Profecía), Maad (El Día de la Resurrección) , y hay muchas aleyas sobre las tres bases. Como la sura Ijlas; Di:Él es Dios, Uno. Los sunitas no creen en Imamah (Liderazgo) y Adl (Justicia). Y como hay en el Corán las aleyas sobre Monoteísmo, Profecía y El Día de la Resurrección, los sunitas afirman las tres son Principios de la religión.

### Principios de la religión en chiita
Según pensamiento de Chiita los Principios de la religión islámica son cinco:
- Tawhid (Monoteísmo)

Tawhid (también Tawhid o Tauhid o Tawhid , árabe= توحيد). Tawhid significa "unificación, es decir, unificar o mantener algo unificado como uno solo." En el islam, Tawhid significa afirmar la unidad de Dios, y solo hay la unidad de Dios Todopoderoso, tal como se define en el Corán sura 112, Él es Dios, la única divinidad, Él no nace de nadie, ni a nadie como él. Lo contrario de Tawhid es shirk, que significa "Asociación". Los musulmanes ven el politeísmo y la idolatría como shirk.
- Nubuwwah (Profecía)

Nubuwwah "significa" Profecía "y denota que Dios ha designado Profetas y Mensajeros de enseñar el mensaje de Dios a la humanidad.
Dios ha puesto profetas y mensajeros para enseñar a la humanidad la religión (es decir, un sistema perfecto de cómo vivir en "paz" y "sumisión a Dios"). Los profetas son mensajeros que están ordenado por Dios para llevar el mensaje de Dios a la gente y difundir ese mensaje mientras el imán (líder) es designado por Dios para proteger ese mensaje desde la gente común no podrán hacerlo. La profecía es el camino relacional entre Dios y el ser humano para expediente en la vida del ser humano. Y Profeta (Nabí) es informante de Dios por la revelación.
También, como Mahoma fue el último mensajero de Dios que significa que el mensaje que trajo, fue el último y definitivo mensaje al pueblo de Dios, ninguno se supone que para llevar un mensaje de Dios después de Mahoma, por lo tanto, si la gente se quedaron con el mensaje por sí sola, el verdadero mensaje no podría sobrevivir mucho tiempo y tendría cambios.
- Imamah o Imamato (Liderazgo)

Imamah (Liderazgo): Dios ha designado a líderes específicos para dirigir y guiar a la humanidad un profeta nombra un custodio de la religión antes de su fallecimiento. Consulte el Sahih Al-Bukari, Sahih Muslim (Libros de hadices (o dichos del profeta del islam) de los sunitas). Se dice que El profeta dijo que el liderazgo islámico está en Quraysh (es decir, su tribu) y que el 12 " imames "(también llamados" príncipes "o" califas ") le deberá tener éxito.
Y también un sentido amplio, que abarca tanto el liderazgo intelectual como la autoridad política, y el imán después del fallecimiento del Profeta, y para la preservación de su legado y objetivos y como continuidad de su conducción- debe ser alguien capaz de enseñar a la gente la cultura coránica, las verdades religiosas y las disposiciones sociales, alguien digno de ser seguido (e imitado) en todos los aspectos, métodos y dimensiones.
Por lo tanto, los imanes fueron designados para cuidar del mensaje y evitar que la gente que se ha desviado después de que el último profeta.
Los musulmanes chiitas creen en doce imanes, once de los cuales fueron asesinados, pero ellos creen que su duodécimo imán todavía está vivo.
- Adl (Justicia)

Los chiitas creen que hay bien intrínseco o el mal en las cosas, y que Dios les manda a hacer las cosas buenas y se prohibieron el mal. Ellos creen que Dios actúa de acuerdo a un propósito o diseño, y la razón humana no puede comprender este diseño o propósito en su totalidad (aunque el hombre siempre debe esforzarse por entender todo lo que puede).
Y en el sagrado Corán Dios manda a la Justicia: “Dios prescribe la justicia” (16:90). La Justicia en esta aleya significa; evitar de desafuero y acortamiento.
El primer imán de los chiitas, Ali Ibn Abi Talib dice: “Adl significa, cada cosa se pone en su lugar.” Es decir, si una persona hace pecado, le veré su penalidad y su castigo, y si, otra persona hace un tratamiento bueno, le veré su recompensa.
- Yawm al Qiyyamah o Maad (El Día de la Resurrección)

Yaum al-Qiyamah (يوم القيامة; literalmente: " Día de la Resurrección "(Corán 71:18), también conocida como " la Hora (Corán 31,34, 74,47) "," Día de la Cuenta ", (Corán 72.130 " Día del Encuentro "," Día del Juicio "," día de la angustia ", (Corán 74,9) y el" Gran Anuncio ") es el Juicio Final. 
Todas las religiones creen a la Resurrección y es el principio de su religión, han dado las noticias sobre el tema.
La creencia en Qiyamah es parte de Principios de la religión en el islam. Después de la aniquilación de este mundo, Dios levantará la humanidad para Juicio. Cada uno será responsable de lo que haya cometido. (Corán 74,38). Y cada ser humano tiene que responder ante sus tratamientos. Y que sea bueno o malo o pequeño o grande.